# U.S. National Championships 1930
Gli U.S. National Championships 1930 (conosciuti oggi come US Open) sono stati la 50ª edizione degli U.S. National Championships e quarta prova stagionale dello Slam per il 1930. Tutti i tornei si sono disputati al West Side Tennis Club nel quartiere di Forest Hills di New York, tranne quello di doppio maschile, disputato al Longwood Cricket Club di Chestnut Hill, negli Stati Uniti.
Il singolare maschile è stato vinto dallo statunitense John Doeg, che si è imposto sul connazionale Frank Shields in cinque set col punteggio di 10–8, 1–6, 6–4, 1–6, 6–4. Il singolare femminile è stato vinto dalla britannica Betty Nuthall Shoemaker, che ha battuto in finale la statunitense Anna McCune Harper. Nel doppio maschile si sono imposti George Lott e John Doeg. Nel doppio femminile hanno trionfato Betty Nuthall e Sarah Palfrey Cooke. Nel doppio misto la vittoria è andata a Edith Cross, in coppia con Wilmer Allison.

## Seniors

### Singolare maschile
John Doeg ha battuto in finale  Frank Shields con il punteggio di 10–8, 1–6, 6–4, 16–14.

### Singolare femminile
Betty Nuthall Shoemaker ha battuto in finale  Anna McCune Harper con il punteggio di 6–1, 6–4.

### Doppio maschile
George Lott /  John Doeg hanno battuto in finale  Wilmer Allison /  John Van Ryn con il punteggio di 8–6, 6–3, 3–6, 13–15, 6–4.

### Doppio femminile
Betty Nuthall /  Sarah Palfrey Cooke hanno battuto in finale  Edith Cross /  Anna Harper con il punteggio di 3–6, 6–3, 7–5.

### Doppio misto
Edith Cross /  Wilmer Allison hanno battuto in finale  Marjorie Morrill /  Frank Shields con il punteggio di 6–4, 6–4.